# 內閣官房

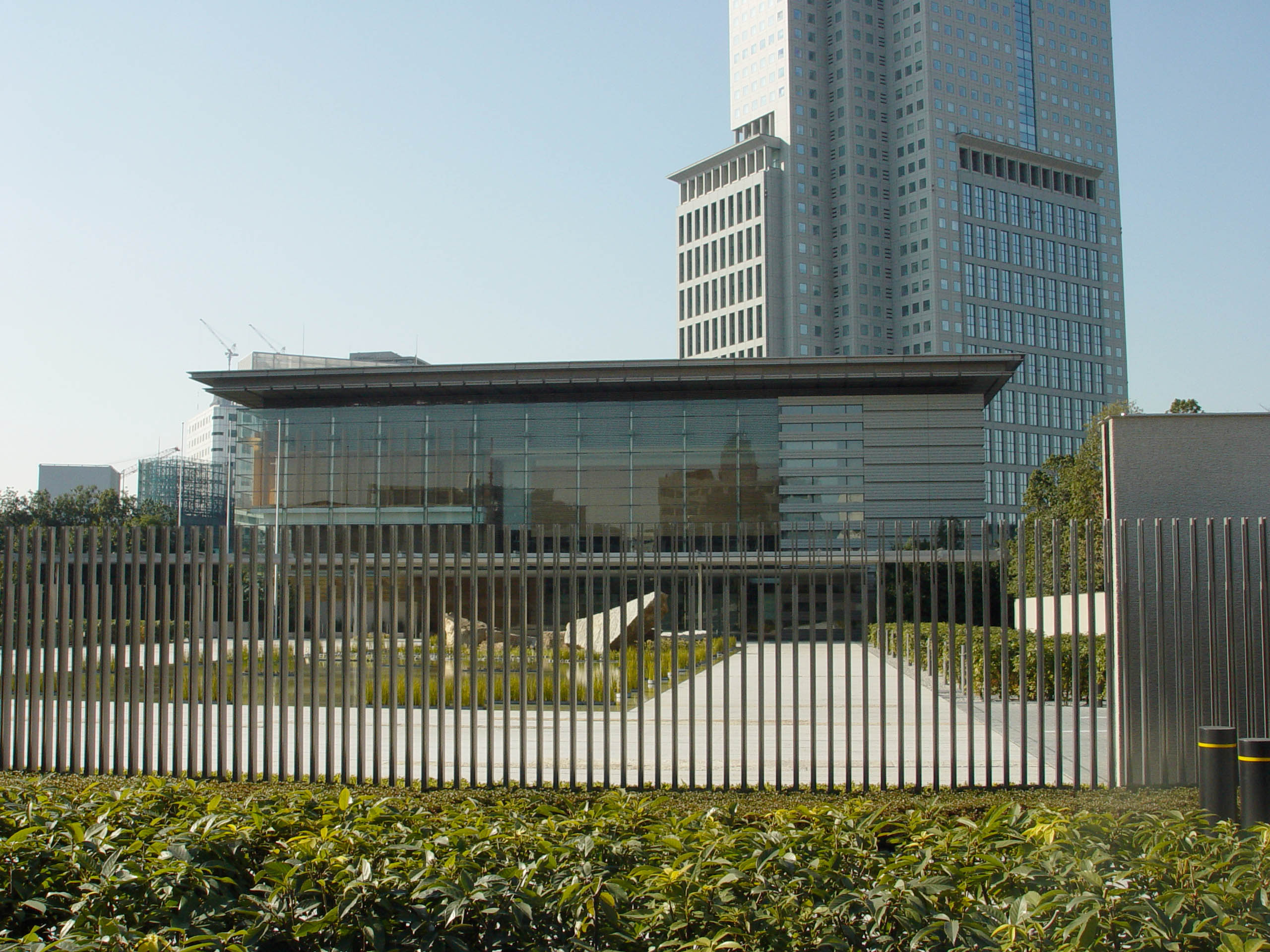
內閣官房長官所在的總理大臣官邸

內閣官房（日语：／ naikaku kanbō ?）是日本內閣所置的行政機關，為內閣總理大臣的輔佐機構，相當於秘書處或辦公廳。職責包括內閣庶務，內閣重要政策規劃、協調、情報收集等。

## 概要
內閣官房所在的內閣府廳舍位於東京都千代田區永田町一丁目6番1號（通稱「本府大樓」）。幹部執務室與內閣廣報室等部分內部組織位於廳舍旁的總理大臣官邸。
內閣官房負責處理內閣會議事項、內閣庶務，以及協調各部門施政。主任大臣為內閣總理大臣，並由國務大臣內閣官房長官統括事務。內閣官房長官也被稱為「總理的賢內助」，每在組織新內閣的時候，首先被內閣總理大臣任命，作為首相的左右手參與組閣過程。
在官僚組織上，內閣官房的地位在所有府省之上。掌管事務的內閣官房副長官屬於官僚最頂端的認證官，多由曾任舊內務省系統的省廳（總務省、警察廳、厚生勞動省、國土交通省）事務次官人士出任。其他單位的相似職務多半在2至3年之內輪流交替，但內閣官房副長官往往超過內閣任期，在職任期為5年到10年者大有人在。

## 沿革
- 1924年（大正13年）12月20日：制定內閣所屬部局及職員官制（大正13年勅令第307號），成立內閣官房。
- 1947年（昭和22年）5月3日：依據《內閣法》（昭和22年法律第5號）設置內閣官房。
- 1957年（昭和32年）8月1日：設置內閣參事官室、內閣審議室、內閣調查室。
- 1973年（昭和48年）5月1日：設置內閣廣報室。
- 1986年（昭和61年）7月1日：廢止內閣審議室、內閣調查室、內閣廣報室，設置內閣內政審議室、內閣外政審議室、內閣安全保障室、內閣廣報官室、內閣情報調查室。
- 1998年（平成10年）4月9日：設置內閣安全保障·危機管理室。
- 2001年（平成13年）1月6日：因中央省廳再編，廢止內閣內政審議室、內閣外政審議室、內閣廣報官室、內閣安全保障·危機管理室，設置內閣總務官室、內閣情報調查室、內閣廣報室[4]。
- 2014年（平成26年）1月7日：設置國家安全保障局（日语：国家安全保障局）。

## 組織架構
- 內閣官房長官（1人）
  - 内閣官房副長官（3人）- 內閣人事局
  - 國家安全保障局長（1人）- 國家安全保障局
  - 內閣危機管理監（日语：内閣危機管理監）（1人）
  - 內閣情報通信政策監（日语：内閣情報通信政策監）（1人） - 內閣官房情報通信技術綜合戰略室（日语：内閣官房情報通信技術総合戦略室）
  - 內閣官房副長官補（日语：内閣官房副長官補）（3人）
    - 危機管理審議官（1人）

  - 內閣廣報官（日语：内閣広報官）（1人） - 内閣廣報室（日语：内閣広報官）
    - 內閣廣報室內閣副廣報官（1人）
    - 內閣廣報室企劃官（1人）
    - 內閣廣報室調查官（1人）

  - 內閣情報官（日语：内閣情報官）（1人） - 內閣情報調查室
    - 內閣情報調查室次長（1人）
    - 內閣情報調查室調查官（8人）
    - 內閣情報調查室內閣衛星情報中心所長

  - 內閣總務官室（日语：内閣総務官室）
    - 內閣總務官（日语：内閣総務官）（1人）
      - 內閣總務官室總理大臣官邸事務所長 - 總理大臣官邸事務所
      - 內閣總務官室企劃官（1人）
      - 內閣總務官室內閣副參事官（1人以上3人以內）

  - 內閣網路安全中心（日语：内閣サイバーセキュリティセンター）
    - 內閣網路安全中心長（安全保障擔當內閣官房副長官補兼任）
      - 副內閣網路安全中心長（2人）
      - 內閣網路安全中心企劃官（兼任）
      - 內閣網路安全中心上席網路安全分析官（1人）
      - 內閣網路安全中心網路安全補佐官（1人）

  - 内閣人事局
    - 內閣人事局長（內閣官房副長官兼任）
      - 人事政策統括官（2人）

  - 内閣官房副長官補室
    - 內閣審議官（日语：審議官）
    - 內閣参事官
    - 內閣事務官
    - 內閣技官（日语：技官）

  - 內閣官房參事（日语：内閣官房参与）
  - 各省大臣以外的國務大臣秘書官（日语：秘書官）（各1人）

### 首相補佐官、秘書官
內閣總理大臣直屬
- 內閣總理大臣補佐官（日语：内閣総理大臣補佐官）（5人以內）
- 內閣總理大臣秘書官（日语：内閣総理大臣秘書官）（定額7人）[5]
- 內閣總理大臣秘書官補

### 其他組織
- 情報通信技術（IT）綜合戦略室（日语：内閣官房情報通信技術総合戦略室）
- 行政改革推進本部事務局（日语：行政改革推進会議）
- 智慧財產戰略推進事務局（日语：知的財産戦略推進事務局）
2003年（平成15年）4月1日設置。內閣智慧財產戰略本部（日语：知的財産戦略本部）的事務局，負責智慧財產保護及活用等相關事務。
- 機場、港灣水際危機管理團隊
2003年（平成15年）12月設置。作為防恐對策的一環，負責國際機場及港灣的出入國審查、輸出入物檢查等相關資訊交流與機能強化。本組織是由於國際機場與港灣相關業務分別由警察廳、法務省（入國管理局）、財務省（稅關）、國土交通省（港灣局、航空局）、海上保安廳負責，需要橫向跨領域聯繫而成立。
- 綜合海洋政策本部（日语：総合海洋政策本部）事務局 （页面存档备份，存于）
2007年（平成19年）7月20日設置。內閣綜合海洋政策本部的事務局，負責推動海洋相關綜合政策。
- 宇宙開發戰略本部事務局（日语：宇宙開発戦略本部） （页面存档备份，存于）
2008年（平成20年）8月27日設置。負責宇宙開發戰略本部（日语：宇宙開発戦略本部）事務。
- 新型流感等對策室
- 愛努綜合政策室
- 綁架問題對策本部事務局 （页面存档备份，存于）
2006年（平成18年）9月29日設置。內閣綁架問題對策本部的事務局，負責北韓綁架日本人問題相關事務。
- 郵政民營化推進室
- 沖繩連絡室
- 社會保障改革擔當室
- 原子力發電所事故經濟損害對應室
- 東日本大震災對應總括室
- 國土強韌化推進室
2013年（平成25年）1月25日設置。
- 町·人·工作創生本部事務局 （页面存档备份，存于） - 2014年（平成26年）9月設置。

### 過去設置的組織
- 內閣審議室
之後分為內閣內政審議室、內閣外政審議室 → 廢止
- 內閣参事官室　
廢止
- 內閣安全保障室（日语：内閣安全保障室）
之後改稱「內閣安全保障·危機管理室」 → 廢止
- 情報安全對策推進室
2000年（平成12年）2月29日～2005年（平成17年）4月25日。改組為情報安全中心。
- 行政改革推進事務局
2000年（平成12年）～2006年（平成18年）6月22日。新設內閣行政改革推進本部並改為內閣府行政改革推進本部事務局。
- 內閣官房郵政民營化準備室
2004年（平成16年）5月1日～2005年（平成17年）11月9日。改為郵政民營化推進室。
- 司法制度改革推進準備室
2001年（平成13年）7月1日～2004年（平成16年）11月30日。改為司法制度改革推進室。
- 大陸棚調查對策室
2003年（平成15年）12月8日～2007年（平成19年）7月19日。負責大陸棚調查相關綜合政策的實施。隨著海洋基本法（日语：海洋基本法）施行，改組為綜合海洋政策本部事務局。
- 綜合海洋政策本部事務局設立準備室
2007年（平成19年）7月3日～7月19日。為準備設立綜合海洋政策本部事務局而成立，與大陸棚調查對策室整合。
- 都市再生本部事務局 （页面存档备份，存于）
2001年（平成13年）5月8日～2007年（平成19年）10月8日。負責內閣都市再生本部事務。與相關組織整合為地域活性化統合事務局。
- 構造改革特區推進室 （页面存档备份，存于）
2002年（平成14年）12月18日～2007年（平成19年）10月8日。負責內閣構造改革特別區域（日语：構造改革特別区域）推進本部事務。與相關組織整合為地域活性化統合事務局。
- 地域再生推進室 （页面存档备份，存于）
2003年（平成15年）10月24日～2007年（平成19年）10月8日。負責內閣地域再生本部事務。與相關組織整合為地域活性化統合事務局。
- 中心市街地活性化本部事務局 （页面存档备份，存于）
2006年（平成18年）8月22日～2007年（平成19年）10月8日。負責內閣中心市街地活性化（日语：中心市街地活性化）本部事務。與相關組織整合為地域活性化統合事務局。
- 「美麗國家營造」（美しい国づくり）推進室
2007年（平成19年）3月23日～9月25日。負責內閣「美麗國家營造」企劃會議事務，負責推動美麗國家營造。「美麗國家」隨著安倍內閣辭職而廢止。
- 教育再生會議擔當室（日语：教育再生会議）
2006年（平成18年）10月10日～2008年（平成20年）1月31日。負責內閣教育再生會議（日语：教育再生会議）事務。改為新設置的教育再生懇談會擔當室。
- 行政支出總點檢會議
2008年（平成20年）7月2日～2009年（平成21年）11月17日。為了徹底改正不適當行政支出、恢復國民信賴而設置。內容包含重新檢驗公益法人補助金與其存在意義，及審查特別會計（日语：特別会計）內容。由經濟同友會、豐田汽車、龜甲萬、日冷、住友商事、三井住友銀行等各公司派出員工與政府借調之公務員合作進行行政支出內容總檢。
- 郵政民營化推進室 （页面存档备份，存于）
2005年（平成17年）11月10日設置。負責內閣郵政民營化推進本部相關事務。
- 司法制度改革推進室
2004年（平成16年）12月1日設置。負責內閣司法制度改革推進本部相關事務。
- 再挑戰（日语：再チャレンジ）擔當室 （页面存档备份，存于）
2006年（平成18年）3月29日～2010年（平成22年）1月17日。負責內閣再挑戰推進會議事務。
- 消費者行政一元化準備室 （页面存档备份，存于）
2008年（平成20年）2月8日設置。負責內閣消費者行政推進會議（日语：消費者行政推進会議）事務。
- 教育再生懇談會擔當室（日语：教育再生懇談会） （页面存档备份，存于）
2008年（平成20年）2月26日～2009年（平成21年）11月17日。負責教育再生懇談會（日语：教育再生懇談会）事務。
2011年（平成23年）3月16日～2011年（平成23年）9月16日。
- 伊拉克重建支援推進室
2003年（平成15年）8月1日設置。負責伊拉克戰爭後重建支援總協調。另外，內閣府設置伊拉克重建支援擔當室，兩室職員互相兼任。
- 災區重建法案等準備室
- 震災志工合作室
- 東日本大震災重建對策室
- 復興廳設置準備室
2011年（平成23年）8月25日設置。
- 地域活性化統合事務局 （页面存档备份，存于）
- 情報通信技術(IT)擔當室（日语：内閣官房IT担当室） （页面存档备份，存于）
2000年（平成12年）8月7日設置。負責資訊科技相關事務。也負責內閣[[高度資訊通訊網路社會推進戦略本部|e-Japan}}事務。
- 行政改革推進室
2006年（平成18年）6月23日設置。以特殊法人（日语：特殊法人）與公務員制度等改革、內閣府行政改革推進本部事務局合作為目的。職員由行政改革推進本部事務局兼任。
- 地域活性化統合事務局 （页面存档备份，存于）
2007年（平成19年）10月9日～2015年（平成27年）1月。隨著地域活性化統合本部（都市再生本部、構造改革特別區域推進本部、地域再生本部及中心市街地活性化本部聯合推動）的設置，由各本部事務負責單位都市再生本部事務局、構造改革特區（日语：構造改革特別区域）推進室、地域再生推進室、中心市街地活性化本部事務局整合成立[6]。
- 遺棄化學兵器處理對策室
1997年（平成9年）10月1日設置。中國遺棄化學兵器總協調。另外，內閣府也設置負責實際廢棄處理的遺棄化学學兵器處理擔當室，兩室職員互相兼任。
- 公文書管理檢討室
2008年（平成20年）2月29日設置。負責研究公文書管理體制與國立公文書館擴充等。
- 情報公開法改正準備室
- 醫療創新推進室
- 社會包容推進室
- 東京電力福島原子力發電所事故調查·檢證委員會（日语：東京電力福島原子力発電所における事故調査・検証委員会）事務局
- 放射性物質汚染對策室
2011年（平成23年）8月25日設置。
- PFI法改正法案等準備室
- 社會保障·稅制一體化改革資訊傳播推進室
- 行政改革實行本部

## 外部連結
- 内閣官房 （页面存档备份，存于）（日語）
- 内閣官房組織圖 （页面存档备份，存于）（日語）
- 日本政府線上電視台 （页面存档备份，存于）（日語）
- 內閣官房的X（前Twitter）